# Havhingsten fra Glendalough

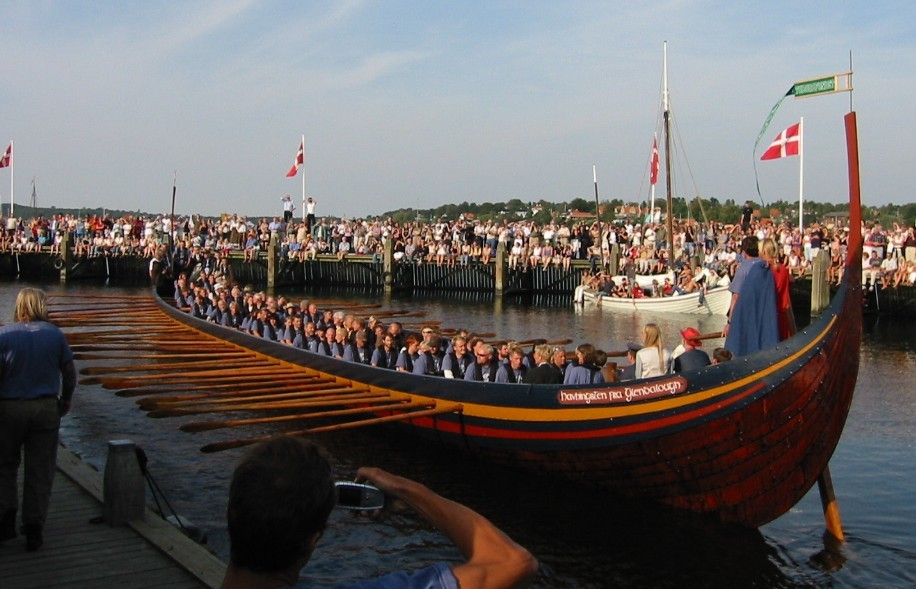
"Havhingsten fra Glendalough" på jungfrufärd med drottningen (röd hatt) ombord

Havhingsten fra Glendalough är ett vikingaskepp som sjösattes i september 2004 i Roskilde.
Havhingsten fra Glendalough är en replik av Skuldelev 2 och byggdes under fyra års tid vid Vikingaskeppsmuseets skeppsvarv med användande endast av vikingatida verktyg och metoder. Skeppet är 30 m långt och 3,8 m brett och har 30 par åror för 60 roddare. Skeppet är det största rekonstruerade vikingaskepp som byggts.
Syftet med bygget är att undersöka skeppets sjöegenskaper. Enligt beräkningar som gjorts tror man att skeppet skulle kunna komma upp i 20 knop. Efter att ha testats i danska farvatten och Skagerrak, och vissa förbättringar gjorts efter dessa erfarenheter, seglades fartyget sommaren 2007 via Nordsjön och Skottland till Dublin. Under vintern var det en del av en utställning på Irlands nationalmuseum. Returresan gick genom Engelska kanalen sommaren 2008.
Namngivningen utfördes av drottning Margrethe som döpte skeppet med vatten från "Roars kilde" (kungen och källan som gett staden dess namn) och till en specialskriven fanfar från "Roars felegilde" (60 spelmän från Irland, Shetland, Norge, Sverige och Danmark). Efter sjösättningen gjorde skeppet sin jungfrufärd med drottningen ombord.

## Seglatsen 2007
Sommaren 2007 seglade Havhingsten på sin första långresa, över Nordsjön, norr om Skottland och till Dublin. Skeppet tillryggalade 1 196 sjömil under 45 dagar, varav 243 timmar till sjöss. En stor del av tiden gick åt i hamn, antingen för vila och uppvisning eller i väntan på god vind; också om ett vikingaskepp gott klarar av att kryssa, är segling mot hög sjö långsam och en stor påfrestning både för skepp och besättning. Medelfarten under hela resan (ett bogseravsnitt undantaget) var 4,5 knop, betydligt högre på enskilda etapper.
Också vikingarna väntade på god vind och kände mycket väl de vädersystem de hade att segla i. Havhingsten hade tillgång till moderna väderprognoser, men dessa kom ändå på skam då fartyget skulle över Nordsjön: god vind man väntat på kom aldrig. Istället för att vända tillbaka beslöt man sig för att låta fartyget bogseras, för att tidtabellen för resten av resan skulle kunna hållas. Ute på Nordsjön vände ändå vinden så att man kunde segla ett dygn av denna etapp.
Eftersom förebilden var illa medfaren visste man inte hur alla detaljer ursprungligen har byggts och erfarenheterna får visa på sådant som rimligen gjorts på annat sätt än man gissat. Inför denna seglats hade man gjort bordläggningen styvare i för och akter enligt erfarenheterna från Skagerrak. Den detalj som nu förorsakade de största problemen var den läderrem som håller fast övre delen av styråran. Lädret blöts och försvagas i regn och sjögång och i hög sjö är påfrestningarna stora.
Remmen brast en gång i måttligt väder i början av resan och en andra gång i storm i North Channel mellan Irland och Skottland. 
Skeppet och dess besättning blev mycket väl mottagna i de hamnar som besöktes. Stämningen hölls god, trots att seglatsen tidvis var mycket påfrestande för besättningen. Med över sextio personer ombord var det mycket trångt. Det regnade mycket och var kallt, några gånger måste enstaka besättningsmedlemmar tillfälligt flyttas över till följeskeppet på grund av hypotermi. Som helhet betraktad var resan en stor framgång.

## Seglatsen 2008
Havhingsten återvände till Roskilde sommaren 2008, med start den 29 juli och ankomst den 9 augusti.